# Hotel op stelten (album)
Hotel op stelten is het vijftiende cd-album van de serie Samson en Gert. Het album verscheen op 7 maart 2008. Het album werd gemaakt n.a.v. de film van Samson en Gert Hotel op stelten. Er staan ook enkele filmfragmentjes op. Op het album zijn de stemmen van Peter Thyssen als Samson en Gert Verhulst als Gert te horen. De teksten zijn vooral van Danny Verbiest, Gert Verhulst, Hans Bourlon, Ivo de Wijs en Alain Vande Putte . De muziek is vooral van de hand van Johan Vanden Eede, Alain Vande Putte en Miguel Wiels. In sommige liedjes zingt het koor de Dansschool kids mee.

## Tracklist
| 1.                   | Toespraak van de Burgemeester (filmfragment)         | 0:14 |
| 2.                   | Vrienden voor het leven                              | 2:57 |
| 3.                   | Strandkamelen (filmfragment)                         | 0:10 |
| 4.                   | Naar zee                                             | 2:53 |
| 5.                   | Octaaf en een van zijn specialiteiten (filmfragment) | 0:11 |
| 6.                   | Oh la la la!                                         | 3:04 |
| 7.                   | Alberto smulpaap (filmfragment)                      | 0:19 |
| 8.                   | Alles is op                                          | 3:27 |
| 9.                   | Samson dondert van de trap (filmfragment)            | 0:18 |
| 10.                  | Samsonrock                                           | 2:28 |
| 11.                  | Gertje & Marlèneke (filmfragment)                    | 0:18 |
| 12.                  | Ik ben verliefd                                      | 3:31 |
| 13.                  | Lieve Samson                                         | 3:07 |
| 14.                  | Yankee doodle dandee                                 | 3:19 |
| 15.                  | Vrolijk liedje                                       | 2:39 |
| 16.                  | Rinkel bel                                           | 2:44 |
| 17.                  | Ver-ver-ver-verliefd                                 | 2:39 |
| 18.                  | Ferdinand de olifant                                 | 2:34 |
| Totale duur: ± 36.00 |                                                      |      |

 * De vetgedrukte liedjes werden toegevoegd als bonus.

## Hits
Dit album stond in België van 29 maart 2008 tot 30 augustus 2008 (23 weken) in de Ultratop 50 (Vlaanderen) waarvan het 1 week op nummer 1 stond.